# Jian Ghomeshi
 (juin 2025).
Jian Ghomeshi (né le 9 juin 1967) est un musicien, écrivain et animateur de Radio-Canada (CBC en anglais). De 1990 à 2000, il est membre du groupe musical Moxy Früvous (en). Au cours des années 2000, il devient un animateur de radio et de télévision reconnu, travaillant notamment pour les réseaux CBC News Network (play (en) (2002-2005)) et CBC Radio One (The National Playlist (en) (2005-2006) et Q). Il a co-créé et animé cette dernière émission de 2007 jusqu'à 2014, date de son renvoi par CBC à la suite d'allégations d'agressions sexuelles,,.

## Vague de dénonciations
Au printemps 2014, Ghomeshi informe ses employeurs de la CBC que le Toronto Star enquête sur les allégations d’une ex-petite amie selon lesquelles il aurait eu des relations sexuelles brutales non consensuelles et qu’il nie cette accusation. La société de gestion de crise Navigator Ltd. est embauchée pour travailler à la fois pour Ghomeshi et la CBC.
Au début de l'été 2014, le journaliste Jesse Brown contacte la CBC et l'avertit que le comportement de Ghomeshi a pu se répercuter sur son environnement de travail. La société mène son enquête et conclut qu'il n'y a eu aucune plainte contre Ghomeshi au travail. Selon une enquête menée par l'émission The Fifth Estate de la télévision de la CBC, «presque tous les employés connus de l'émission de radio Q de Ghomeshi ont déclaré qu'ils n'avaient pas été contactés par la direction de la CBC dans le cadre de quelque enquête que ce soit». Ghomeshi nie de nouveau les accusations et le Star renonce à publier un article à ce moment-là. 
En octobre 2014, Brown annonce sur Twitter qu'il travaillait sur une histoire qui serait «pire qu'embarrassante pour certaines parties». Il déclare ensuite qu'il faisait référence à une histoire sans rapport avec l'affaire, mais Ghomeshi demande une réunion avec la direction de CBC le 23 octobre. Au cours de cette réunion, la direction voit ce qu'elle décrira plus tard comme «des preuves explicites que Jian avait causé des blessures physiques à une femme». Selon Vice, Ghomeshi a montré à ses patrons des messages texte obscènes sur un téléphone appartenant à la CBC et des vidéos sexuelles personnelles explicites.
Le 24 octobre, Ghomeshi annonce qu'il prend un congé d'une durée indéterminé de la CBC pour régler des problèmes personnels. Deux jours plus tard, la CBC met fin à son emploi, et un porte-parole déclare que «des informations ont été portées à notre attention récemment qui, selon la CBC, nous empêchent de poursuivre notre relation avec Jian». Ghomeshi publie par la suite un long message sur Facebook affirmant que son licenciement est motivé par la crainte d'une possible campagne de diffamation menée par une ex-petite amie qui, selon Ghomeshi, pourrait divulguer des détails privés sur sa vie sexuelle. Ghomeshi déclare également avoir refusé une offre de la CBC de «partir tranquillement». Chris Boyce, le directeur de la radio de la CBC, nie qu'une telle offre ait été faite.
Ghomeshi intente une poursuite de 55 millions de dollars contre la CBC, alléguant que la société a fait un usage abusif de «renseignements personnels et confidentiels qui lui avaient été fournis à titre confidentiel». Il dépose également «un grief syndical alléguant un congédiement injustifié et une diffamation», et déclare par l'intermédiaire de son avocat qu'il «ne s'engage pas dans des jeux de rôle ou des relations sexuelles non consensuels et que toute suggestion contraire est diffamatoire». Ghomeshi retire sa poursuite le 25 novembre 2014. Les termes du règlement stipulent que Ghomeshi doit payer à la CBC 18 000 $ en frais juridiques.
Après son licenciement, le Toronto Star publie les allégations de trois femmes qui déclarent avoir subi des violences de la part de Ghomeshi sans leur consentement, ainsi que les allégations d'une ancienne collègue de CBC, qui révélera plus tard être Kathryn Borel, qui déclare que Ghomeshi l'aurait harcelée sexuellement sur son lieu de travail. Une cinquième femme accorde une entrevue à As It Happens de CBC Radio le 29 octobre 2014, révélant également que Ghomeshi l'aurait agressée physiquement lors de leur premier rendez-vous.  L'actrice Lucy DeCoutere est la première femme à accepter la publication de son nom en lien avec les allégations, suivie par l'auteure et avocate Reva Seth. Jim Hounslow se dévoile également publiquement en accusant Ghomeshi de l'avoir agressé sexuellement alors qu'ils étaient tous deux étudiants à l'Université York au début des années 1990. Au jour du 16 décembre 2014, un total de 15 femmes et un homme avaient contacté les médias pour faire part d'allégations d'abus contre Ghomeshi.
Le 30 octobre, Ghomeshi est abandonné par Navigator et la société de relations publiques Rock-it Productions met fin à son association avec Ghomeshi.
L'Université Carleton et la CBC ont toutes deux lancé des enquêtes privées sur les allégations contre Ghomeshi,. L'enquête de la CBC est menée par Janice Rubin, une éminente avocate et une sommité en matière de harcèlement au travail, et les résultats sont publiés le 16 avril 2015. Le rapport indique que Ghomeshi «a constamment enfreint les normes de comportement [...] de la CBC en criant sur les autres, en les rabaissant et en les humiliant» et souligne la «conduite et les commentaires sexualisés de M. Ghomeshi» sur le lieu de travail.  Le rapport indique que «[l]a direction savait ou aurait dû savoir qu'il s'agissait de ce comportement et de cette conduite et n'a pas pris les mesures qui lui étaient imposées conformément à ses propres politiques pour s'assurer que le lieu de travail était exempt de conduite irrespectueuse et abusive». Le rapport conclut que «la direction de la CBC a toléré ce comportement». L'enquête de l'Université Carleton, en revanche, conclut qu'aucun de ses étudiants n'avait été «affecté» par Ghomeshi et que «personne n'avait soulevé de préoccupations concernant leur placement» auprès de CBC.
À la suite de son congédiement et des accusations portées contre lui, Ghomeshi est nommé personnalité de l'année par l' Agence QMI.  Le 5 janvier 2015, la CBC met Chris Boyce, directeur administratif du service radio,  et Todd Spencer, directeur exécutif des ressources humaines et des relations industrielles pour les services anglais, en congé sans solde pour une durée indéterminée en raison du scandale Ghomeshi.  La CBC annonce leur congédiement le 16 avril 2015.  Spencer poursuit la CBC en mai 2016 pour congédiement injustifié, affirmant avoir été «désigné comme bouc émissaire» par la société. 
L'affaire Ghomeshi mène à la création, par les journalistes Antonia Zerbisias (en) et Sue Montgomery, du mot-clic #BeenRapedNeverReported,, qui devient viral (en). L'expression sera traduite en plusieurs langues, dont en français par #AgressionNonDénoncée. Elle mène à une vague de mise en lumière et de dénonciations publiques d'agressions sexuelles,,.
Les accusations d'agressions sexuelles à son égard n'ont pu être prouvées hors de tout doute raisonnable à la suite d'un procès très médiatisé au Canada.